# Bazalicza Mátyás
Bazalicza Mátyás (más néven Bazilicza vagy Bazalica Mátyás, szlovákul: Matej Bazalica, Bazilicza vagy Bazalicza; 1787 – Buda, 1848. szeptember 27.) magyar katolikus pap, plébános, botanikus, pomológus.

## Élete és munkássága
Bazalicza Mátyás 1787-ben született. Egy időben mint római katolikus plébános tevékenykedett az akkor Nyitra vármegyéhez tartozó Nyitrapereszlény községben. Mint a Magyar Gazdasági Egyesület tagja, Bazalicza több alkalommal tett olyan hasznos szolgálatot, amely a szervezet szakjába vágott. Ezenkívül európai jelentőséggel rendelkező pomológiai munkásságot hagyott hátra. Igen nagy jelentőségű gyümölcsössel és szőlőssel rendelkezett, amely a település területén helyezkedett el. Ezen a területen hozta létre az 1830-as években faiskoláját, amelyben legfőképpen nyugati fafajtákat szaporított. Ez a gyümölcsös a harmadik országos fontossággal bíró faiskolának számított Magyarországon. A két részből álló gyümölcsösben körülbelül háromszáz fafajta volt megtalálható. Többek között almákkal is foglalkozott, egyik kutatása alkalmával harminchét fajtát tanulmányozott. Közülük szépség tekintetében a húsvéti rozmaringalmát rangsorolta az utolsó helyre.
1836-ban Pest városában, Landerer Lajos nyomdájában adták ki első alkalommal Catalog der Nitra Pereszlényer Obstbaumschule… című művét. A kötet második, megbővített kiadását Nyitrán jelentették meg 1840-ben Joseph Neugebauer nyomdájának keretei között. A német nyelven íródott katalógus többek közt tartalmazta a faiskolában megtalálható fajtákat, melyeket a szerző, Bazalicza nemcsak egyszerűen nyilvántartásba vett, hanem rendszerezetten és kritikai szempontból értékelve is mutatta be azokat. A munkában a magyar gyümölcskultúra fejlesztésére is kitért. A jegyzék lényegében tartalmazta azokat a fajtákat is, amelyek nem a Kárpát-medencében keletkeztek a vad őseikből, de legalább két-három évszázada honosodtak meg, esetleg Magyarországról kerültek idegen tájakra. Bazalicza később nyugalomba vonult, majd hatvanegy éves korában, 1848. szeptember 27-én elhunyt Buda városában.

## Munkái
- Catalog der Nitra Pereszlényer Obstbaumschule, nebst kurzer Darstellung der neuesten Fortschritte in der Obstkultur, und streng kritische Auswahl der allervorzüglichsten bis jetzt bekannten Obstsorten, ihre Rangordnung nach Grösse der Frucht, Reifzeit und Dauer, Schönheit, Geschmack und daraus hervorgehender Werth. Pest: Landerer Lajos. 1836. Nyitra: Joseph Neugebauer, 1940. Második, megbővített kiadás.